# ロバート・フィスク
ロバート・フィスク（Robert Fisk、1946年7月12日 - 2020年10月30日）は、イギリスとアイルランドの市民権を持つ作家・ジャーナリストである。そのキャリアを通じて、アメリカ合衆国の中東政策やイスラエル政府のパレスチナ人への対応に批判的だった。その姿勢は、多くのコメンテーターから称賛される一方で、非難されることもあった。
国際特派員として、レバノン内戦、アルジェリア内戦、シリア内戦、イラン・イラク戦争、ボスニア・ヘルツェゴビナ紛争、コソボ紛争、ソ連のアフガニスタン侵攻、イラン革命、イラクのクウェート侵攻、アメリカのイラク侵攻・占領などを取材した。アラビア語を話すことができるフィスクは、ウサーマ・ビン・ラーディンにインタビューした数少ない欧米のジャーナリストの一人であり、1993年から1997年の間に3回にわたりインタビューした。
『ニューカッスル・クロニクル』紙でジャーナリストとしてのキャリアをスタートさせ、『サンデー・エクスプレス』紙に移った。その後、『タイムズ』紙で北アイルランド、ポルトガル、中東の特派員として活動した。1976年からは断続的にベイルートに駐在していた。1989年以降は『インデペンデント』紙に勤務した。フィスクはイギリス国内および国際的なジャーナリズムの賞を多数受賞しており、特に、プレス賞のForeign Reporter of the Yearを7回受賞している。
フィスクの著書には、"The Point of No Return"（1975年）、"In Time of War"（1985年）、"Pity the Nation: Lebanon at War"（1990年）、"The Great War for Civilisation: The Conquest of the Middle East"（2005年）、"Syria: Descent Into the Abyss"（2015年）がある。

## 若年期と教育
フィスクは、イングランドのケント州メードストンで1946年7月12日に生まれた。父親のウィリアム（ビル）・フィスク（1899-1992）は、メイドストーン・コーポレーションの財務担当者で、第一次世界大戦に従軍していた。母のペギー（ローズ）・フィスクはアマチュアの画家で、後にメイドストーンの判事になった。フィスクは2人の間の唯一の子供だった。第一次大戦末期、父のビルは他の兵士の処刑命令に従わなかったために処罰された。このことに関してフィスクは後に、「父が他の人を殺すことを拒否したことは、父が人生で行った唯一のことであり、私もそうしただろう」と語っている。父は自分が従軍したときのことをほとんど語らなかったが、息子は戦争に魅了されていた。父の死後、フィスクは父が1918年8月から大隊の日誌を書いていたことを知った。
フィスクは、プレップスクールのヤードリー・コート、サットン・ヴァレンス・スクールで教育を受け、ランカスター大学でラテン語と言語学の学士号を取得した。大学在学中には、学生雑誌"John O'Gauntlet"に寄稿した。1983年、ダブリン大学トリニティ・カレッジで政治学のPh.D.を取得した。博士論文のタイトルは"A Condition of Limited Warfare: Éire's Neutrality and the Relationship between Dublin, Belfast and London, 1939-1945"（限定的な戦争の条件: エールの中立性とダブリン、ベルファスト、ロンドンの関係、1939-1945年）で、この論文は後に"In Time of War: Ireland, Ulster and the Price of Neutrality 1939-1945"として出版された。書評家のF・I・マギーは1984年に、「この本は、第二次世界大戦中のイギリス・アイルランド関係を詳細かつ決定的に説明している……このフィスクの素晴らしい本は、イギリス、アイルランド共和国、北アイルランド間の関係における両義性を浮き彫りにし、現在の状況がなぜこれほどまでに難航しているのかを説明するのに大いに役立つものである」と評した。

## キャリア

### 新聞特派員
フィスクは『サンデー・エクスプレス』のコラムを担当していたが、編集長のジョン・ジュナーとの意見の相違により、『タイムズ』紙に移ることになった。1972年から1975年まで、北アイルランド問題の真っ只中にあったベルファストの特派員を務め、その後、カーネーション革命直後のポルトガルに赴任した。1976年から1987年までは、中東に特派員として赴任し、1979年のイラン革命を取材した。執筆したイラン航空655便撃墜事件に関する記事が差し止められたことから、1989年に『インデペンデント』紙に移籍した。『ニューヨーク・タイムズ』紙は、フィスクを「おそらくイギリスで最も有名な外国特派員」と評した。『エコノミスト』誌は「第二次世界大戦後、中東で最も影響力のある特派員の一人」と紹介している。

### 戦争報道

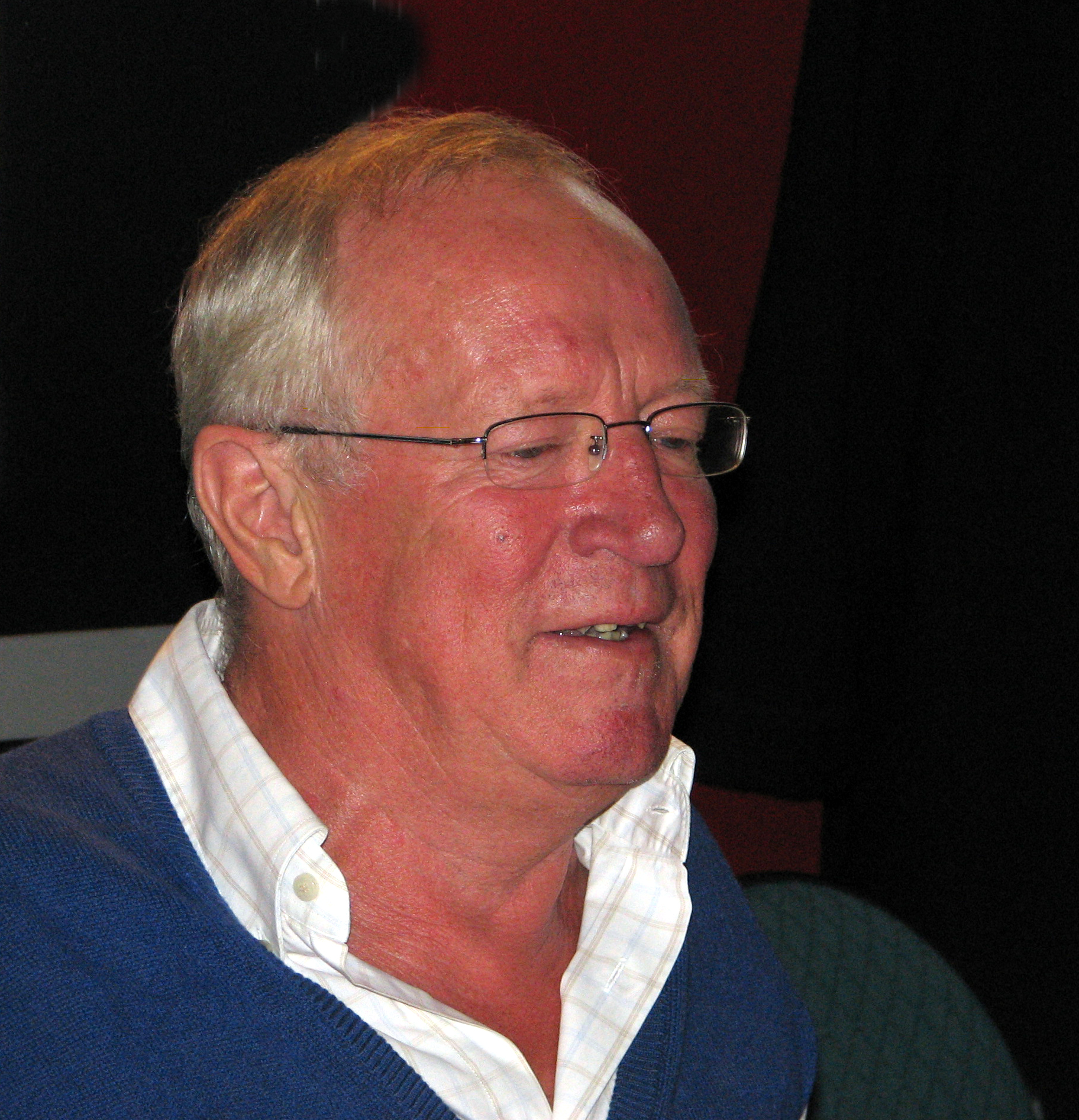
ロバート・フィスク（2008年）

フィスクは1976年からレバノン内戦の間ベイルートに滞在した。フィスクは、レバノンのサブラー・シャティーラ事件やシリアのハマー虐殺の現場を最初に訪れたジャーナリストの一人である。1990年に、レバノン紛争に関する著書"Pity the Nation"を出版した。
フィスクは、ソ連のアフガニスタン侵攻、イラン・イラク戦争、中東戦争、湾岸戦争、コソボ紛争、アルジェリア内戦、ボスニア・ヘルツェゴビナ紛争、2001年からのアフガニスタンへの国際介入、2003年のアメリカのイラク侵攻、2011年の「アラブの春」、シリア内戦などについても取材している。イラン・イラク戦争の取材時に、シャットゥルアラブでイラク軍の重砲の近くにいたため、部分的に難聴になった。
アメリカとその同盟国がアフガニスタンへの介入を開始した後、フィスクは一時期、パキスタンに赴いて取材をしていた。その最中、アメリカ空軍の爆撃を逃れてきたアフガン難民に襲われた。フィスクは、地元のイスラム教指導者が制止するまで殴られ続け、殺されかけたが、それでもなお、襲ってきた者の責任を否定し、「（彼らの）残虐性は完全に他者の産物であり、我々の産物である。我々は、ロシア（ソ連）に対する彼らの闘争を武装化し、彼らの痛みを無視し、彼らの内戦を嘲笑していたが、ほんの数マイル先の『文明のための戦争』のために再び武装化して金を払い、彼らの家を爆撃して家族を引き裂き、それを『巻き添え被害』と呼んだのである」と指摘した。2020年11月に『カウンターパンチ』誌のリチャード・フォークによるインタビューで、フィスクは自分を襲った犯人について、「怒るのも無理はない。私自身、アメリカの行動を率直に批判してきた。もし私が彼らだったら、私を攻撃していただろう」と述べた。
2003年のアメリカのイラク侵攻の際には、バグダッドに滞在し、多くの目撃情報を得た。フィスクは、イラクに駐在していた他のジャーナリストを、ホテルの部屋に籠ったまま、インタビューも直接体験もせずに報道する「ホテル・ジャーナリズム」だと批判した。フィスクのイラク侵攻への批判は、他のジャーナリストからも否定された。フィスクは、侵攻後のイラクにおける宗派間の暴力に対する連合軍の対応を批判し、宗派間の対立という公式の主張はありえないと主張した。「私が本当に疑問に思うのは、内戦を誘発しようとしているのは誰なのか、ということだ。今のアメリカ人はそれはアルカーイダだ、スンニ派の反乱軍だと言うだろう。それは決死隊である。決死隊の多くは（イラクの）内務省で働いている。バグダッドの内務省は誰が運営しているのか? 誰が内務省に給料を払っているのか? 決死隊を構成する民兵にお金を払っているのは誰か? それは我々、占領軍である。我々は、この話を別の視点から見る必要がある」

### ウサーマ・ビン・ラーディン
フィスクは、ウサーマ・ビン・ラーディンに3回にわたってインタビューを行った。このインタビューは、1993年12月6日、1996年7月10日、1997年3月22日に『インデペンデント』紙の記事に掲載された。最初のインタビューについての記事「反ソビエトの戦士が平和への道に軍隊を置く」では、当時スーダンで高速道路の建設を監督していたウサーマ・ビン・ラーディンについて「頬骨が高く、細い目をしていて、茶色の長いローブを着ているビン・ラーディン氏は、ムジャーヒディーン伝説の山岳戦士のように見える。チャド人の子供たちは彼の前で踊り、説教師は彼の知恵を認めた」と書いている。その一方で、彼が「さらなるジハード戦争のための訓練」をしていたと非難されていることを指摘している。
フィスクは、ビン・ラーディンにインタビューした際に自分をイスラム教に改宗させようとしたと述べた。ビン・ラーディンは「ロバートさん、我々の兄弟の一人が夢を見たんだ。あなたがスピリチュアルな人だと。これはあなたが真のムスリムであることを意味する」と言った。フィスクは、「シャイフ・ウサーマ、私はイスラム教徒ではありません。私はジャーナリストであり、その任務は真実を伝えることです」と答えた。ビン・ラーディンは「もしあなたが真実を語るなら、それはあなたが良いイスラム教徒であることを意味します」と答えた。1996年のインタビューでは、ビン・ラーディンは、サウジアラビアの王室は腐敗していると語った。1997年の最後のインタビューで、ビン・ラーディンは「アメリカを衰退させるために」神の助けを求めると語った。
フィスクは、アメリカ同時多発テロを「人類に対する醜悪な罪」と強く非難した。また、同時多発テロに対するジョージ・W・ブッシュ政権の対応についても非難し、「一握りの国々」が「民主主義を嫌う国」や「悪の核」と名指しされているとし、アメリカ合衆国の中東政策についてより誠実な議論を行うことを求めた。フィスクは、これまでこのような議論が避けられてきたのは、「中東を詳細に見すぎると、この地域、これらの悲劇的な土地における西洋の政策、そしてアメリカとイスラエルの関係について、不穏な疑問が生じるからだ」と主張した。
2007年、フィスクは同時多発テロ事件の公式記録に対する疑問を表明した。『インデペンデント』紙に寄稿した記事の中で、ブッシュ政権が組織的に無能であったためにこのような攻撃を成功させることができたとしながらも、「9.11の公式シナリオの矛盾にますます悩まされている」と書き、「（陰謀論者の）デイビッド・アイクの気の狂った『研究』」を容認しているわけではなく「科学的な問題について話している」と付け加えた。フィスクは、2006年にシドニー大学で行った講演でもこの問題を取り上げ、「ホワイトハウスの秘密主義の文化のせいもあると思いますが、これほどまでに秘密主義のホワイトハウスはありませんでした。この文化のせいもあって、髪に花を刺したバークレーの男たちだけでなく、アメリカでは疑惑が深まっていると思います。しかし、私たちが知らないこと、知らされないことはたくさんあります。もしかしたら（4機目の）飛行機にはミサイルが命中していたかもしれませんが、それはまだわかりません」と述べた。
ビル・デュロディは、「最近発表されたウサーマ・ビン・ラーディンの著作集を見ると、彼がいかに頻繁に西洋の作家、西洋の外交官、西洋の思想家を引用しているかがわかる。ある時には、ホワイトハウスにコーランではなく、ロバート・フィスクを読むように助言している」と書いている。

### シリア内戦
2012年9月以降、フィスクのシリア内戦に関する報道は、シリア政府の立場に寄り過ぎているという非難を受けた。そのうちの一人であるサム・ハマドは、フィスクがアレッポやダマスカスでシリア陸軍に入り込んで従軍ジャーナリズムを行い、シリア政府やロシア政府のプロパガンダを「吹聴している」と非難した。シリアの人権活動家ルブナ・ムリーによると、フィスクはシリア政府が「民間人に対する様々な攻撃で化学兵器を使用していない」と述べた。
2018年4月にドゥーマーからドゥーマー化学攻撃について報告したフィスクは、犠牲者の呼吸障害を、ガスではなくアサド軍による激しい砲撃を受けた後の埃と酸素不足によるものだとするシリア人医師の言葉を引用した。彼が話を聞いた他の人々はガス攻撃を疑っており、フィスクはこの事件に疑問を呈した。『タイムズ』紙のリチャード・スペンサーとキャサリン・フィルプは、国際的な調査団がダマスカスに留まることを余儀なくされた一方で、ジャーナリストたちは政府の指示でドゥーマーに連れて行かれたと書いている。スノープスには、フィスクらとともにドゥーマーへ行った他の記者が、有毒ガスを吸い込んだという地元の人々にインタビューしたと書かれている。
フィスクは2020年1月上旬、ウィキリークスが公開した文書に記録されている化学兵器禁止機関(OPCW)の内部の意見の相違に関する記事の中で、ドゥーマー事件について触れた。

### メディアへの出演
2006年、BBCのラジオ番組『デザート・アイランド・ディスク』（無人島レコード）でカースティ・ヤングのインタビューを受けた。フィスクが「無人島へ持って行きたい物」として選んだのは、サミュエル・バーバーの『弦楽のためのアダージョ』、トマス・マロリーの『アーサー王の死』、そしてバイオリンだった。
フィスクは、ニュージーランドの映像作家サラ・コーデリーが2016年に制作したドキュメンタリー映画"Notes to Eternity"に、ノーム・チョムスキー、ノーマン・フィンケルスタイン、サラ・ロイとともに登場した。この映画は、イスラエルとパレスチナの紛争に関連するこれらの人物の人生と仕事を題材としている。
ユン・チャン監督の2019年のドキュメンタリー映画『ディス・イズ・ノット・ア・ムービー』は、フィスクのジャーナリストとしての人生を取り上げている。スラント・マガジンはこの映画を、「このドキュメンタリーに力と挑発性を与えている2つのものは、ドラマチックというよりもむしろ知的なものである。フィスクの作品、そして彼のアイデアである」と評した。キャス・クラークは『ガーディアン』紙の記事で、この映画が戦争について観客に問いかけていると述べている。「私たちの魂の奥底には、自然に感じられるからといって戦争を許してしまう何かがあるのだろうか? 戦争の必然性についての彼の痛烈で深く真面目な問いかけが、ユン・チャン監督による彼のキャリアについてのこのドキュメンタリーのトーンを決めている」

## 視点

### 姿勢と受容
フィスクは、アメリカ合衆国の外交政策、特にアフガニスタンや中東での戦争への関与に対する批判で知られていた。また、イスラエルに対しても一貫して批判的であり、パレスチナ人に対するイスラエルの行為の一部を「戦争犯罪」と呼んでいた。フィスクの信念の一つに、「権力者ではなく被害者の視点から事件を報道すること」があった。『タイムズ』紙は、2020年11月に掲載したフィスクの追悼記事の中で、サブラー・シャティーラ事件の報道をきっかけにフィスクが「イスラエル政府とその同盟国に対する直感的な嫌悪感」を抱くようになったとし、そのためにフィスクが偏った見方をして「出来事とその背景について冷静な説明ができなくなった」と主張している。2003年にデビッド・P・ジョーンズは『スペクテイター』誌に寄稿した記事で、フィスクが中東の話題を報道する際に「ヒステリーと歪曲」の罪を犯していると指摘した。フィスクが1989年から執筆していた『インデペンデント』紙は、フィスクを「政府の公式見解に疑問を投げかける勇気で有名」と称賛している。
BBCのジェレミー・ボーウェンも、フィスクの死後、フィスクが「アメリカとイスラエル、そして西洋の外交政策を鋭く批判」して論争を巻き起こしたと彼を称賛し、フィスクの「根性と戦いへの意欲」を懐かしく思うと述べている。フィスクは、シリアでの取材に関する論争について、「自分が見聞きしたことだけを書いている」と否定している。フィスクの元妻のララ・マーロウは、訃報の中で「物議を醸す」(controversial)という言葉が頻繁に使われていることに異論を唱え、フィスクはジャーナリズムの世界における「多作な不適合者」であり、その判断は流行に乗ることを避け、（マーロウの経験では）「直感的で、迅速で、そして必ず正しい」ものであったと述べた。
同様に、パトリック・コバーンは、死亡記事に寄せられた批判に答えて、次のように述べている。「戦時中の大活躍は、通常、マスコミや世論から良い評価を受けますが、道徳的に耐えられるということは、はるかに稀なことなのです。褒め言葉の代わりに罵詈雑言が飛び交い、しばしば、世界は悪魔と天使に分かれていると考え、後者の天使的でない行動を報告する者は、悪魔と密かに同調していると糾弾する人々がいます。本当のジャーナリズムはシンプルなものですが、うまくやるのは非常に難しいものです。その目的は、重要なニュースをできるだけ早く見つけ出し、政府や軍隊、メディアによる抑制の努力を一切無視して、その情報を一般の人々に伝え、彼らが自分の周りの世界で何が起こっているかをよりよく判断できるようにすることです。これがロバートの仕事であり、他の誰よりも優れた仕事だったのです」

### ジャーナリズムと政治について
フィスクは自らを平和主義者であり、投票棄権者であると述べた。フィスクは、ジャーナリズムは「政府や政治家が我々を戦争に駆り立てようとするときは特にそうだが、あらゆる権威に挑戦しなければならない」と述べた。フィスクはイスラエルのジャーナリストのアミラ・ハスの言葉を許しを得て得て引用して「ジャーナリストが客観的になれるという誤解がある。ジャーナリズムの本当の目的は、権力と権力の中枢を監視することである」と述べた。また、『イブニング・クロニクル』紙の記者だった頃の経験を踏まえて、「何年も前に記者研修生として書かされた言葉が、私たちを何らかの形で拘束しているのではないかと疑っていました。私たちは、世界と私たち自身を決まり文句で形成するように教育され、ほとんどの場合、それが私たちの人生を決定づけ、怒りと想像力を破壊し、私たちを上司や政府、権威に忠実にさせるのではないかと。私は、ジャーナリストたちが道徳的な情熱や憤りをもって中東を報道できないのは、ジャーナリストとしての訓練の仕方に原因があるのではないかと考えるようになっていました」と語った。2005年のBBCでのインタビューでは、この考えをさらに明確にしている。「もしあなたが、残虐行為を行った人間よりも被害者の方が発言権を持つべきだと考えるならば、私は「それは正しい」という明確な立場を取ります。もし記者がそうしないのであれば、その人はどうかしています」
国外の報道については、2006年にカリフォルニア大学バークレー校国際問題研究所のハリー・クライスラーとのインタビューの中で、次のように述べている。「フランス人は現場に行って現実を報道するのが非常に上手です。現在、アメリカの政治においてフランスの評判があまり良くないのは知っていますが、彼らには優れたジャーナリストがいるのです。『リベラシオン』や『フィガロ』、『ル・モンド』の翻訳を読むと、そのことがよくわかります。私はフランス人と一緒に仕事をすることが多いのですが、普段は一人で仕事をしていますが、他の記者と一緒に仕事をする場合は、イタリア人やフランス人と一緒にレポートすることが多いですね。なぜなら彼らは戦争の最前線にいるからです」
2010年9月22日、バークレーの第一会衆教会で「中東での嘘、誤報、大惨事」と題して講演した際、フィスクは「私は、外国特派員の義務は、誰であろうと苦しむ人の側に立って、中立・公平であることだと思います」と述べた。フィスクの意見では、現代の多くの紛争は、地図上に描かれた線に由来するという。「1918年の連合国の勝利の後、私の父の戦争の終わりに、勝利者はかつての敵の土地を分割しました。わずか17か月の間に、北アイルランド、ユーゴスラビア、そして中東の大部分の国境が作られたのです。そして私は、ベルファストやサラエボで、ベイルートやバグダッドで、その国境の中で人々が焼かれるのを見ながら、自分のキャリアを過ごしてきました」

### アルメニア人虐殺
フィスクは、1915年に起きたアルメニア人虐殺について多くの記事を書き、トルコ政府にその事実を認めるように働きかける活動を支援した。

### リメンブランス・デー
2011年のリメンブランス・デー（第一次世界大戦の追悼記念日）に、フィスクは父ビル・フィスクのことを書いた。「老いたビル・フィスクはかの大戦（第一次世界大戦）について頻繁に考え込むようになった。彼は、ヘイグが嘘をついていたこと、彼自身が自分を裏切った世界のために戦っていたこと、ソンムの初日に2万人のイギリス人が犬死した（彼の最初の連隊であるチェシャーズが、1916年の別の「問題」に対処するために彼をダブリンとコークに送ったので、彼は幸いにもそれは避けられた）ことを知った。癌で入院中の彼に、なぜ大戦が起きたのかを尋ねたことがある。彼は「私が言えるのは、それはとても無駄なことだったということだ」と言った。そして、手を左から右に振った。それから彼はポピーをつけるのをやめた。理由を聞くと、「こんなにたくさんの愚か者がポピーをつけているのを見たくない」と言った」
フィスクは2014年にもこのテーマに触れ、「私の家族は、父がソンムで体験したことや、友人を失ったことに悩まされていました。なぜ私たちは死者に敬意を払うのに、彼らの戦争の教訓を無視するのでしょうか?」と自身の経験をまとめた。2016年には「彼の例は偉大な勇気の一つでした。彼は国のために戦い、そして臆することなく自分のポピーを投げ捨てたのです。テレビの有名人は国のために戦う必要はありません。しかし、彼らはこの偽りの服従を破り、汚いポピーをオフィスのゴミ箱に捨てる勇気さえありません」と述べた。

## 私生活
フィスクは1994年にアメリカ生まれのジャーナリストのララ・マーロウと結婚し、2006年に離婚した。2人の間には子供はなかった。その後、2009年にアフガニスタン系カナダ人のジャーナリスト、作家、人権活動家のニルファー・パズィラと結婚した。
フィスクは、身を固めたことについて、2005年に次のように書いている。「私はそこ（ロンドン大学）のジャーナリズムの学生たちに、ロンドンやパリで家族が幸せそうに歩いているのを見ると、自分は人生を逃していないだろうか、もしかしたら、住宅ローンの心配しかしないで安全と安心を比較することは、自分が選んだ存在よりも好ましいのではないだろうかと思うと言ったことがある。父の友人はかつて、他の人が見たことのないものを見るという特権を享受していると言っていた。しかし、シドニーの学生たちから中東の苦しみについての質問が殺到した後、私はこの特権が呪いにもなっているのではないかと考えるようになった」

## 死去
フィスクは2020年10月30日、アイルランドのダブリンにあるセント・ビンセント大学病院で74歳で亡くなった。死因は脳卒中と見られる。
アイルランド大統領のマイケル・D・ヒギンズは、「彼の死によって、中東に関するジャーナリズムと情報に基づいた解説の世界から、最も優れたコメンテーターの一人が失われた」と述べ、首相のミホル・マーティンは、「彼は大胆不敵で独立した報道を行い、中東や東洋の歴史、政治の複雑さを深く研究して理解していた」と述べた。
ジョン・ピルガーは、「ロバート・フィスクが亡くなった。最後の偉大な記者の一人に心からの敬意を表する。"controversial"（物議を醸す）という曖昧な言い回し（weasel word）は、彼が名誉をかけていた自分の新聞である『インデペンデント』にさえ出てくる。彼は時代の流れに逆らい、見事に真実を語った。ジャーナリズムは最も勇敢な人を失った」と語った。ジェレミー・コービンは、「ロバート・フィスクの死を聞いてとても悲しい。中東の歴史、政治、人々について比類のない知識を持つ素晴らしい人物を失った」と述べた。ヤニス・バルファキスは「ロバート・フィスクの死によって、我々は、それがなければ部分的に盲目となるジャーナリストとしての目と、それがなければ真実を表現する能力が低下するジャーナリストのペンと、それがなければ帝国主義の犠牲者に対する共感を欠くことになるジャーナリストの魂を失った」と述べた。『インデペンデント』のマネージング・ディレクターのクリスチャン・ブロートンは、「大胆不敵で、妥協せず、断固とした態度で、あらゆる犠牲を払って真実と現実を明らかにすることに徹底的に取り組んだロバート・フィスクは、同世代で最も偉大なジャーナリストだった。彼が『インデペンデント』で灯した火は、これからも燃え続けるだろう」と述べた。『ジャコビン』誌のハリー・ブラウンは、「ロバート・フィスクの声はどこにでもあり、彼のアイデアは、アイルランドの説明を求める衝動を生み出し、それに応えるために不可欠であった」と述べた。『アイリッシュ・タイムズ』紙の追悼記事には「彼は、従来のジャーナリスティックな姿勢を否定するために、『戦争を見て、中立でなければならないとか、誰の味方でもないとかいう古いジャーナリズムの考え方はくだらない。ジャーナリストとしては、苦しむ人々の側に立って、中立かつ公平でなければならない』と言っていた」とある。
新型コロナウイルス感染症の流行に伴い、葬儀は非公開で行われた。

## 賞と栄誉
フィスクは、ブリティッシュ・プレス賞の「インターナショナル・ジャーナリスト・オブ・ザ・イヤー」を7回、「レポーター・オブ・ザ・イヤー」を2回受賞している。また、アムネスティ・インターナショナルUKメディア賞を3回（1992年の"The Other Side of the Hostage Saga"、1998年のアルジェリアからの報告、2000年の前年のNATOによるユーゴスラビアへの空爆に関する記事）受賞している。
- 1984年 - ランカスター大学名誉学位[100]
- 1991年 - ジェイコブ賞（英語版）（RTÉラジオ1による湾岸戦争の報道に対して）[101]
- 1994年 - ブリティッシュ・プレス賞 フォーリン・レポーター・オブ・ザ・イヤー（アルジェリア、ヘブロン虐殺事件、ボスニアに関する報道に対して）[102]
- 1995年 - ブリティッシュ・プレス賞 フォーリン・レポーター・オブ・ザ・イヤー[102]
- 1999年 - オーウェル賞（英語版）ジャーナリズム部門[103]
- 2001年 -  デイヴィッド・ワッツ賞（1915年のオスマン帝国によるアルメニア人虐殺についての調査に対して）[104]
- 2002年 - マーサ・ゲルホーン・ジャーナリズム賞（英語版）[105]
- 2003年 - オープン大学 名誉博士号[106]
- 2004年 - セント・アンドルーズ大学名誉学位[107]
- 2004年 - カールトン大学名誉学位[108]
- 2005年 - アデレード大学 エドワード・サイード記念講演[109]
- 2006年 - ゲント大学政治・社会学名誉学位[110]
- 2006年 - ベイルート・アメリカン大学名誉学位[111]
- 2006年 - クイーンズ大学ベルファスト名誉学位[112]
- 2006年 - ラナン文化自由賞（英語版）[113]
- 2008年 - ケント大学名誉学位[114]
- 2008年 - トリニティ・カレッジ名誉博士号[115]
- 2009年 - カレッジ・ヒストリカル・ソサエティ（英語版） 優秀言論活動貢献ゴールドメダル[116]
- 2009年 - リバプール・ホープ大学（英語版）名誉学位[117][118]
- 2011年 - アマルフィ・コースト・メディア賞（イタリア） 国際賞[119]

## 作品

### 著書
2005年に発表した"The Great War for Civilisation"（文明のための大戦）は、中東に対する欧米やイスラエルのアプローチを批判した作品である。『インデペンデント日曜版』のニール・アシャーソンは「この本は非常に長いので、フィスクは政治的な分析、最近の歴史、そして彼自身の冒険を、彼が関心を持っている本当の話に織り交ぜることができる。それは、巨大な専制政治の下で、あるいは犯罪的で回避可能な戦争の中で、普通の人々が受ける苦しみである」と述べた。元駐リビア英国大使のオリバー・マイルズは『ガーディアン』紙で、1,366ページに及ぶ本書には「嘆かわしいほど多くの間違い」があり、「読者の信頼を損ねている」として、「慎重な編集と無慈悲な刈り込みを行えば、この本から2〜3冊の優れた短編集を作ることができたかもしれない」と訴えている。

### その他の著作物
2021年現在、フィスクの著作物の日本語訳は刊行されていない。括弧内はタイトルの参考訳である。
- The Point of No Return: The Strike Which Broke the British in Ulster（回帰不能点: アルスターでイギリスを打ち破ったストライキ） (1975). London: Times Books/Deutsch. ISBN 0-233-96682-X
- In Time of War: Ireland, Ulster and the Price of Neutrality, 1939–1945（戦時中: アイルランド、アルスターと中立性の代償） (2001). London: Gill & Macmillan. ISBN 0-7171-2411-8 (1st ed. 1983).
- Pity the Nation: Lebanon at War（この国に憐れみを: 戦時下のレバノン） (3rd ed. 2001). London: Oxford University Press; xxi, 727 pages. ISBN 0-19-280130-9 (1st ed. was 1990).
- The Great War for Civilisation: The Conquest of the Middle East （文明のための大戦: 中東の制覇）[注釈 1](October 2005) London. Fourth Estate; xxvi, 1366 pages. ISBN 1-84115-007-X
- The Age of the Warrior: Selected Writings（戦士の時代: 著作選集） (2008) London, Fourth Estate ISBN 978-0-00-727073-6
- Robert Fisk on Algeria: Why Algeria's Tragedy Matters（ロバート・フィスク、アルジェリアについて語る: なぜアルジェリアの悲劇が問題なのか）(2013) Independent Print Limited ISBN 9781633533677

### ビデオドキュメンタリー
フィスクは1993年に"From Beirut To Bosnia"（ベイルートからボスニアへ）と題した3部作のシリーズを制作した。フィスクは、これは「なぜ多くのイスラム教徒が西洋を憎むようになったのかを解明する」試みだったと述べた。フィスクによると、アメリカにおける中東報道の正確さのための委員会(CAMERA)などの親イスラエル団体が行った書簡キャンペーンにより、ディスカバリーチャンネルはこの番組の再放送をしなくなったという。